# 글로벌 한국사 그날 세계는
《글로벌 한국사 그날 세계는》은 토요일 밤 10시 5분에 KBS 제1라디오에서 방송됐던 라디오 프로그램이다.

## 기획 의도
이성계가 위화도 회군을 하고 조선을 건국하던 시기 프랑스와 멕시코에서는 어떤 일이 있었을까? 한국사를 빛낸 주요 사건과 인물들이 호흡하던 그 시절 같은 시기 지구촌에선 어떤 일들이 벌어지고 있었을까? 이런 궁금증과 호기심을 해결해 줄 <글로벌 한국사, 그날 세계는>은 우리 역사를 세계사의 흐름과 맥락 속에서 파악하고 재해석 하게 될 새로운 개념의 역사토크프로그램이다. 이 프로그램은 KBS의 간판 아나운서 이정민 아나운서가 진행하며 <먼나라 이웃나라>와 <가로세로 세계사>의 저자인 이원복 교수(덕성여대), <조선을 움직인 사건들> 저자 건국대 사학과 신병주 교수가 주요 연사로 출연한다.

## 진행자
- 이정민 아나운서